# Red Point
Red Point est une communauté du Canada situé dans le comté de Kings sur l'Île-du-Prince-Édouard. Elle se trouve à l'est de Souris.